# Représentations diplomatiques aux Comores (pays)

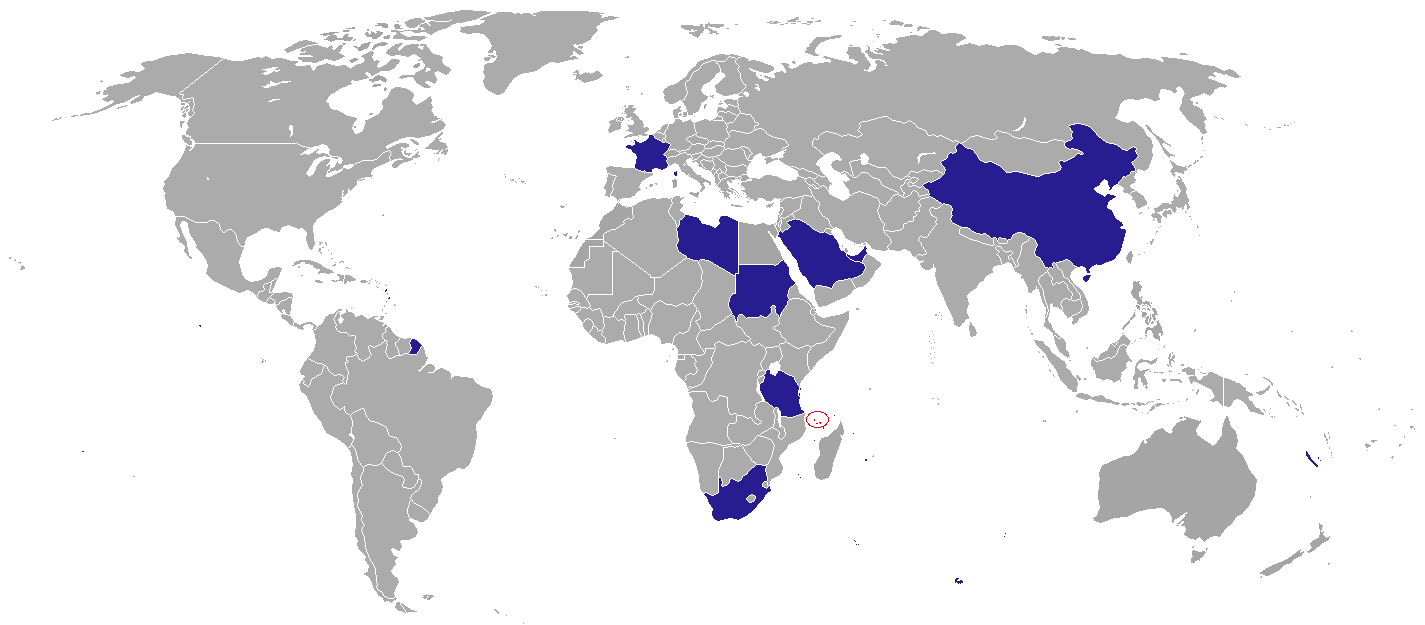
Carte des représentations diplomatiques aux Comores

Cette page répertorie les représentations diplomatiques résidant aux Comores. Actuellement, la capitale Moroni abrite neuf ambassades. Plusieurs autres pays accréditent des ambassadeurs d'autres capitales.

## Ambassades

### Moroni
- Afrique du Sud
- Arabie saoudite
- Chine
- France
- Iran
- Libye
- Qatar[1] (Ambassade fermée et ambassadeur expulsé le 7 juin 2017 en raison de la crise du Golfe)[2]
- Soudan
- Tanzanie[3]

## Consulats
- Maroc (Consulat General)[4]

### Mutsamudu
- France (Vice Consulat)

## Ambassades non résidentes
| - Allemagne (Antananarivo) - Argentine (Nairobi) - Australie (Port-Louis) - Autriche (Nairobi) - Belgique (Nairobi) - Brésil (Dar es Salam) - Bulgarie (Pretoria) - Canada (Dar es Salam) - Chypre (Pretoria) - Corée du Sud (Nairobi) - Croatie (Pretoria) - Cuba (Dar es Salam) - Danemark (Dar es Salam) - Égypte (Dar es Salam) - Espagne (Pretoria) - États-Unis (Antananarivo) - Finlande (Dar es Salam) - Grèce (Nairobi) - Indonésie (Dar es Salam) - Italie (Dar es Salam) | - Japon (Antananarivo) - Mali (Pretoria) - Mexique (Nairobi) - Palestine (Djibouti) - Pays-Bas (Dar es Salam) - Pologne (Nairobi) - Portugal (Maputo) - Tchéquie (Addis-Abeba) - Roumanie (Pretoria) - Royaume-Uni (Port-Louis) - Russie (Antananarivo) - Serbie (New York) - Slovaquie (Nairobi) - Suède (Nairobi) - Suisse (Antananarivo) - Tunisie (Addis-Abeba) - Turquie (Antananarivo) - Union européenne (Port-Louis) - Zambie - Zimbabwe |